# 1620 en France
Chronologie de la France
- 1616
- 1617
- 1618
- 1619
- 1620
- 1621
- 1622
- 1623
- 1624

## Événements
- Janvier : sur le conseil de Pierre Jeannin et Brûlard de Puisieux, Louis XIII remplace l’aide militaire accordée à Ferdinand II par une ambassade chargée d’une mission de médiation conduite par le duc d’Angoulême.
- 20 février : fondation par Gondi, évêque de Paris, du séminaire Saint-Magloire, premier séminaire diocésain, rue Saint-Jacques à Paris, autorisé par lettres-patentes du mois de juillet 1618. Il est confié à la Société de l’oratoire de Bérulle[1].
- 20 mars : une ambassade ottomane est massacrée à Marseille dans un élan de xénophobie[2].
- 29 mars : sécession des Grands. Le duc de Mayenne quitte Paris, suivit par le duc de Vendôme qui rejoint en Normandie le duc de Longueville, par le duc de Nemours, par le comte de Soissons et sa mère le 30 juin, puis le chevalier de Vendôme[3].
- 7 juillet : deuxième guerre de la mère et du fils. Louis XIII quitte Paris et marche sur la Normandie où le duc de Longueville a fait sécession le 2 juillet[3].
- 10 juillet : Louis XIII entre à Rouen[3].
- 17 juillet : Louis XIII entre à Caen[3].
- 7 août : Marie de Médicis est battue par son fils à la bataille des Ponts-de-Cé (faubourg sud d’Angers sur la Loire)[3].
- 10 août : traité d’Angers entre Luynes et les grands révoltés[4].
- 9 septembre : Louis XIII part de Poitiers à la tête de l’armée royale pour mener la campagne de Béarn, déclenchée par un conflit à propos de la pratique du culte catholique en Béarn. Il est à Bordeaux le 19 septembre[5].
- 6 octobre-2 décembre : synode des Églises réformées à Alès, qui reçoit et adopte les canons de Dordrecht[6], malgré l’absence de délégation française au synode.
- 15 octobre :  Louis XIII entre à Pau[7].
- 19 octobre : édit de Pau. Rattachement de la vicomté de Béarn et de la Basse-Navarre à la couronne de France (Pau)[8]. Création  du Parlement de Pau[9].
- 7 novembre : Louis XIII rentre à Paris, quasiment en même temps que Marie de Médicis[10].
- 25 décembre : l’assemblée protestante de La Rochelle décide de la prise d’arme des huit cercles du parti huguenot[8].